# 주교 전쟁

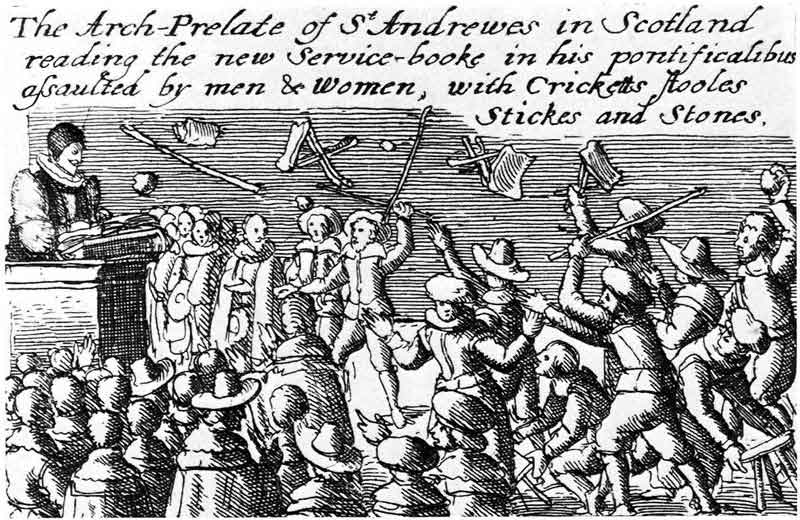

주교 전쟁(Bishop's Wars)는 1639년에 일어난, 스코틀랜드 의회와 찰스 1세와의 싸움이다.  이 전쟁은 찰스 1세가 스코틀랜드와 잉글랜드에 통일된 제도를 강요하면서 일어났다.
찰스 1세는 국교회 제도를 원한 반면, 스코틀랜드는 주교가 없는 장로교 제도를 원했다.  1638년에 있었던 국가 언약은 주교제도를 원치 않았고, 스코틀랜드 교회의 총회에서는 주교들을 교회에서 퇴출했다. 찰스 1세의 군대와 스코틀랜드 언약도들과의 전쟁에서 언약도의 승리로 1644년 잉글랜드 군은 떠나고 언약도들이 장악하게 되었다.